# 바뇨아리폴리
바뇨아리폴리(이탈리아어: Bagno a Ripoli)는 이탈리아 토스카나주 피렌체현에 있는 코무네다. 피렌체로부터 남동쪽 7km 거리에 있다.
피렌체 국제 학교의 초등학교 시설이 이곳에 위치해있다.